# Шаймієв Мінтімєр Шаріпович
Шаймієв Мінтімєр Шаріпович (тат. Минтимер Шәрип улы Шәймиев, 20 січня 1937, с. Аняково, Актаниський район, Татарська АРСР) — татарський і російський політик, перший президент Республіки Татарстан. Член ЦК КПРС у 1990—1991 роках. Народний депутат СРСР (1989—1991).

## Біографія
Народився у сільській татарській родині, походить з роду Шаймі. З дитинства виховувався у татаромовному середовищі. Закінчив загальноосвітню школу (1954), Казанський сільськогосподарський інститут (1959). З 1959 року працював інженером, головним інженером Муслюмівської ремонтно-технічної станції. З 1962 року керував міжрайонним об'єднанням «Сільгосптехніка» у Мензелінську Татарської АРСР. Член КПРС з 1963 по 1991 рік.
З 1967 по 1969 рік працював інструктором, заступником завідувача сільськогосподарського відділу Татарського обласного комітету КПРС. У 1969—1983 роках — міністр меліорації та водного господарства Татарської АРСР. У 1983 році — 1-й заступник голови Ради Міністрів Татарської АРСР. У 1983—1985 роках — секретар Татарського обласного комітету КПРС.
19 жовтня 1985 — 23 вересня 1989 року — голова Ради Міністрів Татарської АРСР. 
З 23 вересня 1989 по 23 вересня 1990 року — 1-й секретар Татарського обласного (з червня 1990 року — республіканського) комітету КПРС.
11 квітня 1990 — 4 липня 1991 року — голова Верховної ради Татарської АРСР (Республіки Татарстан). Підтримав заколот ГКЧП.
Під керівництвом Шаймієва була ухвалена Декларація про державний суверенітет Татарської АРСР. На виборах 12 червня 1991 року, на безальтернативній основі, обраний президентом Республіки Татарстан. 
З 4 липня 1991 по 25 березня 2010 року — президент Республіки Татарстан. Під час своєї першої президентської каденції взяв діяльну участь у розробці та ухваленні Конституції Республіки Татарстан. З ініціативи Шаймієва у 1992 році був проведений Референдум про суверенітет Татарстану, у ході якого 61,33 % виборців (при явці 81,7 %) висловились за те, щоб Татарстан став суверенною державою. Також брав активну участь у розробці договору «Про розмежування предметів відання та взаємному делегуванні повноважень між органами державної влади Російської Федерації та і органами державної влади Республіки Татарстан», який ознаменував відступ Татарстану від самосійницького курсу та повернення республіки до складу РФ. У 1996 р. був переобраний на другий термін (також на безальтернативній основі), набрав понад 90 % голосів виборців. У 2001 р. вперше у виборах Президента взяли участь кілька кандидатів: Мінтімєр Шаймієв, Сергій Шашурін, Іван Грачов, Роберт Садиков, Олександр Фьодоров. За результатами виборчих перегонів Шаймієв здобув 79,52 % голосів.
Один зі співзасновників Всесвітнього конгресу татар. Член Державної ради Російської Федерації. Один із співзасновників та співголів всеросійської партії «Вітчизна — Вся Росія», що 1 грудня 2001 року увійшла до складу «Єдиної Росії». Співголова вищої ради «Єдиної Росії».
25 березня 2005 року Державна рада Республіки Татарстан наділила Шаймієва повноваженнями Президента Республіки Татарстан за поданням Президента РФ Володимира Путіна (перед цим Шаймієв поставив перед Путіним питання щодо довіри до себе).
22 січня 2010 року, у віці 73 років, Шаймієв заявив про самовідвід своєї кандидатури зі списку 3 претендентів на продовження повноважень президента республіки, внесених у 2009 році правлячою партією «Єдина Росія». Президентські повноваження Шаймієва вичерпались 25 березня 2010 року, того ж дня відбулась інавгурація нового Президента Рустама Мінніханова.
З 2010 року — Державний Радник Республіки Татарстан та довічний член Парламенту. Голова Опікунської ради Республіканського фонду відродження пам'яток історії та культури Республіки Татарстан.

## Нагороди, звання
- Герой праці Російської Федерації (25.04.2017)
- орден святого апостола Андрія Первозваного (Російська Федерація) (20.01.2022)
- орден «За заслуги перед Вітчизною» І ст. (Російська Федерація) (19.01.2007)
- орден «За заслуги перед Вітчизною» ІІ ст. (Російська Федерація) (17.01.1997)
- орден «За заслуги перед Вітчизною» ІІІ ст. (Російська Федерація) (6.02.2010)
- орден «За заслуги перед Вітчизною» IV ст. (Російська Федерація) (14.01.2014)
- орден Леніна (1966)
- орден Жовтневої Революції (1976)
- орден Трудового Червоного Прапора (1971)
- орден Дружби народів (1987)
- медалі